# Turania
Turania – miejscowość i gmina we Włoszech, w regionie Lacjum, w prowincji Rieti.
Według danych na rok 2011 gminę zamieszkuje 245 osób, 31,63 os./km².